# Přepychy, Rychnov nad Kněžnou
Přepychy là một làng thuộc huyện Rychnov nad Kněžnou, vùng Královéhradecký, Cộng hòa Séc.